# Groß Malchau
Groß Malchau ist ein Ortsteil der Gemeinde Stoetze im niedersächsischen Landkreis Uelzen.

## Geografie und Verkehrsanbindung
Groß Malchau liegt südwestlich des Kernortes Stoetze. Unweit nördlich verläuft die Landesstraße L 252 und südöstlich die B 191. Durch den Ort fließt der Dörmter Bach, ein rechter Nebenfluss der Wipperau.

## Sehenswürdigkeiten
Als Baudenkmale sind ausgewiesen (siehe Liste der Baudenkmale in Stoetze):
- zwei Hofanlagen (Groß Malchau Nr. 6 und 8) mit Baumgruppen vor Nr. 6, Linde und Brunnen, mit vorgelagerter Straßenparzelle
- Windmühle (Mühlenberg)